# 澳門2012年度頒授勳章、獎章和獎狀名單
澳門特別行政區2012年度勳章、獎章和獎狀名單於2012年11月30日由行政長官簽署行政命令，在《澳門特別行政區政府公報》公布，共有46名人士及機構獲頒授勳章、奬章及奬狀，表揚他們在個人成就、社會貢獻或服務澳門特別行政區方面有傑出的表現。於2012年12月14日在澳門文化中心綜合劇院舉行。

## 授勳名單

### 榮譽勳章
大蓮花榮譽勳章
- 劉光普

金蓮花榮譽勳章
- 澳門中華總商會

銀蓮花榮譽勳章
- 歐陽婉嫻
- 梁仲虬

### 功績勳章
專業功績勳章
- 容永恩
- 李展潤
- 石立炘
- 區秉光

工商功績勳章
- 鄭志強
- 何佩芬
- 謝思訓
- 曾旭明

旅遊功績勳章
- 呂耀東
- 沙利文有限公司

教育功績勳章
- 尤端陽
- 朱裳
- 高錦輝
- 黎世祺

文化功績勳章
- 鄧景濱
- 李宇樑

仁愛功績勳章
- 梁玉華
- 李順宗
- 狄素珊

體育功績勳章
- 盧景昭
- 鍾國榮
- 王衡鏘
- 關淑梅

### 傑出服務獎章
英勇獎章
- 馬耀榮
- 張滿洪

勞績獎章
- 何仕羅
- 邱庭方

社會服務獎章
- 劉潤輝
- 彭小燕
- 劉雪雯

### 獎狀
榮譽獎狀
- 陳淑良[1]
- 劉綱奇
- 張仕賢
- 白蘭特
- 中國航天基金會

功績獎狀
- 王嘉暉
- 李禕
- 劉冠華
- 謝銀銀
- 蘇展鵬
- 中國澳門雪屐曲棍球男子代表隊
- 澳門青年藝能志願工作會